# Ewald Eichhorn
Ewald Eichhorn (* 28. August 1929 in Oberneubrunn) ist ein ehemaliger deutscher Polizeioffizier. Er war Stellvertreter des Ministers des Innern der DDR.

## Leben
Der Sohn eines Glasmachers absolvierte nach dem Besuch der Volksschule eine kaufmännische Lehre und arbeitete zunächst im Beruf. 1946 wurde er Mitglied der FDJ und 1950 der SED. 1950 wurde er Angehöriger der Deutschen Volkspolizei (DVP). Er leistete zunächst Revierdienst in Hildburghausen und ging dann als Kaderinstrukteur zur Hauptabteilung Personal der Hauptverwaltung der DVP nach Berlin. Von 1956 bis 1959 war er in gleicher Funktion in der Verwaltung Strafvollzug tätig und von 1959 bis 1961 als Arbeitsgruppenleiter in der Hauptabteilung Kader der Hauptverwaltung der DVP. Das Studium an der Parteihochschule der KPdSU in Moskau von 1961 bis 1964 schloss er als Diplom-Gesellschaftswissenschaftler ab. Anschließend fungierte er bis 1967 als Sekretär und von 1967 bis 1969 als Erster Sekretär der SED-Kreisleitung des MdI (Nachfolger von Franz Barrakling), zuletzt als Oberst der VP. Nach einem weiteren Studium, diesmal an der Militärakademie Friedrich Engels, erwarb er den Grad eines Diplom-Militärwissenschaftlers.
Von 1971 bis 1974 war er Leiter der Politischen Verwaltung des Ministeriums des Innern (MdI) (Nachfolger von Erhard Helbig). 1973 wurde er von  Erich Honecker zum Generalmajor ernannt und 1974 als 1. Stellvertreter des Ministers des Innern eingesetzt (Nachfolger von Herbert Grünstein). Diese Funktion hatte er offiziell bis April 1977 inne. Seit 1976 wurde er wegen einer schweren Erkrankung durch Generalleutnant Rudolf Riss vertreten, der ihn auch als 2. Vorsitzender der Sportvereinigung Dynamo ablöste. 1978 schied er endgültig aus dem aktiven Polizeidienst, danach ehrenamtlich tätig, u. a. in der Ernst-Thälmann-Gedenkstätte Ziegenhals.
Eichhorn lebt in Zeuthen.

## Auszeichnungen
- 1969 Vaterländischer Verdienstorden in Bronze[2]